# Dubrava (Chorvatsko)
Dubrava je vesnice a správní středisko stejnojmenné opčiny v Chorvatsku v Záhřebské župě. Nachází se asi 10 km jihovýchodně od Vrbovce, asi 12 km severozápadně od Čazmy a asi 49 km východně od centra Záhřebu. V roce 2011 žilo v Dubravě 1 298 obyvatel, v celé opčině pak 5 245 obyvatel, z čehož 37 obyvatel bylo české národnosti.
Součástí opčiny je celkem 27 trvale obydlených vesnic.
- Bađinec – 174 obyvatel
- Brezje – 122 obyvatel
- Donji Marinkovac – 95 obyvatel
- Donji Vukšinac – 117 obyvatel
- Dubrava – 1 298 obyvatel
- Dubravski Markovac – 177 obyvatel
- Gornji Marinkovac – 134 obyvatel
- Gornji Vukšinac – 150 obyvatel
- Graberec – 231 obyvatel
- Habjanovac – 183 obyvatel
- Koritna – 182 obyvatel
- Kostanj – 111 obyvatel
- Kunđevac – 79 obyvatel
- Ladina – 94 obyvatel
- Mostari – 184 obyvatel
- Nova Kapela – 243 obyvatel
- Novaki – 197 obyvatel
- Paruževac – 135 obyvatel
- Pehardovac – 4 obyvatelé
- Podlužan – 176 obyvatel
- Radulec – 132 obyvatel
- Stara Kapela – 192 obyvatel
- Svinjarec – 53 obyvatel
- Zetkan – 223 obyvatel
- Zgališće – 213 obyvatel
- Zvekovac – 193 obyvatel
- Žukovec – 153 obyvatel

Opčinou prochází silnice D26.